# Colonelul
Colonelul este un personaj ficțional ce apare în scheciurile trupei de comedie Monty Python. A fost interpretat de către actorul Graham Chapman.
Descris într-unul dintre scenarii ca un om cu o educație atroce, Colonelul este un ofițer al Armatei Britanice cu o mină autoritară. Este cel mai bine cunoscut pentru faptul că intervine în diverse scheciuri, întrerupându-le, în momentul în care crede că ele au devenit prea proaste. Aproape întotdeauna rostește aceeași replică: «Right! Stop that, it's silly! It's very silly indeed...» (Opriți-vă, e prostesc! E foarte prostesc, într-adevăr!)